# Liste der in Bern tätigen Maler
Die Liste enthält die Namen von Malern, die aus Bern stammten oder stammen vorübergehend oder längere Zeit in Bern tätig waren.

## 15. Jahrhundert
- Heinrich Bichler
- Hans Fries

## 16. Jahrhundert
- Sigmund Holbein
- Niklaus Manuel
- Humbert Mareschet

## 17. Jahrhundert
- Hans Jakob Dünz (I.)
- Hans Jakob Dünz (II.)
- Johannes Dünz
- Johannes Dürer
- Albrecht Kauw
- Bartholomäus Sarburgh
- Wilhelm Stettler
- Joseph Werner

## 18. Jahrhundert
- Johann Ludwig Aberli
- Sigmund Barth
- Johann Rudolf Dälliker
- Balthasar Anton Dunker
- Robert Gardelle
- Johann Grimm
- Samuel Hieronymus Grimm
- Jakob Emanuel Handmann
- Albrecht Herport
- Anton Hickel
- Johann Rudolf Huber
- August Friedrich Oelenhainz
- Johann Valentin Sonnenschein
- Johann Rudolf Studer
- Sigmund von Wagner
- John Webber
- Johann Melchior Wyrsch
- Adrian Zingg

## 19. Jahrhundert
- Albert Anker
- Johann Friedrich Dietler
- Markus Dinkel
- Felix Maria Diogg
- Sigmund Freudenberger
- Franz Niklaus König
- Pierre-Nicolas Legrand
- Daniel Mottet
- Joseph Simon Volmar
- Gottlieb Emanuel Wysard

## 20. Jahrhundert
- Carl Bieri
- Serge Brignoni
- Waldemar Fink
- Marguerite Frey-Surbek
- Franz Gertsch
- Stefan Haenni
- Ferdinand Hodler
- Paul Klee
- Paolo
- Carlo E. Lischetti
- Victor Surbek
- Martin Thönen
- Lajos Tscheligi
- Hugo Wetli
- Edmund Wunderlich
- Bruno Wurster
- Bertha Züricher